# Colli Etruschi Viterbesi Grechetto rosso
Il Colli Etruschi Viterbesi Grechetto rosso è un vino DOC la cui produzione è consentita nella provincia di Viterbo.

## Caratteristiche organolettiche
- colore: rosso rubino più o meno intenso
- odore: caratteristico, fragrante, più o meno fruttato
- sapore: secco, sapido, armonico, persistente

## Produzione
Provincia, stagione, volume in ettolitri
- nessun dato disponibile